# Église Saint-Clément de Chicago
L'église Saint-Clément (anglais : Saint Clement Church) est une église catholique située dans le secteur de Lincoln Park à Chicago, dans l'État de l'Illinois.

## Description
Placée sous le vocable de saint Clément de Rome, l'église a été construite en 1917-1918. L'architecte fut Thomas P. Barnett du cabinet d'architectes Barnett, Haynes & Barnett de Saint-Louis.
L'église a été construite dans un style byzantin rappelant l'église Sainte-Sophie d'Istanbul,,. La décoration de la demi-coupole derrière le maître-autel est une copie de la mosaïque du XIIe ou XIIIe siècle de l'abside de la basilique Saint-Clément-du-Latran (en italien : Basilica di San Clemente al Laterano) à Rome. La première pierre de l'église a été posée le 19 mars 1917.

## L'école Saint-Clément
L'église est également affiliée à une école, dont la première pierre a été posée le 18 octobre 1905. L'école était à la fois une église et une école avant la construction de l'église actuelle. L'école Saint-Clément accueille des enfants de la maternelle à la 8e année, et comprend plus de 460 élèves.